# Холостяк (альбом)
Холостяк — дебютный студийный альбом российского певца Егора Крида, выпущенный 2 апреля 2015 года лейблом Black Star Inc. Перед выпуском альбома Егор успел выпустить несколько синглов и получил внимание российской музыкальной прессы, в которой его называли российским Джастином Тимберлейком.
В поддержку альбома было выпущено пять синглов, наибольшего успеха из которых добился трек «Самая самая», достигший весной 2015 года второго места в российском чарте Top Radio Hits, 11 места в итоговом радиочарте за 2015 год и вошёл в список самых продаваемых треков по версии российского сервиса iTunes по итогам 2015 года, заняв в нём 8 место. Сингл «Невеста» добрался до 5-й строчки общего радиочарта Tophit и занял 42 место по итогам года.
Альбом дебютировал на третьем месте в российском чарте iTunes Top 10 Albums и продержался в нём три недели, заняв 5 место на второй неделе и 8 место — на третьей.

## Участники записи
- Егор Булаткин (Егор Крид) — артист альбома, сопродюсер, автор слов, автор музыки (треки 1, 2, 3, 4, 6 из 11)
- Павел Мурашов — продюсер (треки 1, 6, 7, 10, 11)
- Тимур Юнусов (Тимати) — генеральный продюсер
- Матвей Мельников (Мот) — приглашённый артист, вокал (трек 6)

## Список композиций
| №                   | Название               | Автор(ы) | Длительность |
| ------------------- | ---------------------- | --- | ------------ |
| 1.                  | «Самая самая»          | Егор Булаткин Михаил Решетняк                                                                                       | 3:50         |
| 2.                  | «Закрой глаза»         | Булаткин Решетняк Владислав Палагин                                                                                 | 3:50         |
| 3.                  | «Запомни и запиши»     | Булаткин Решетняк                                                                                                   | 3:19         |
| 4.                  | «Надо ли»              | Булаткин Stefan Hinterlang Nicolas Scholtes                                                                         | 3:20         |
| 5.                  | «Ревность»             | Александр Боднарь Роберт Рождественский Булаткин Решетняк Галина Немченок Сергей Пинсон Евсей Алескер Лидия Козлова | 3:18         |
| 6.                  | «Не мы»                | Булаткин Егор Глеб                                                                                                  | 2:58         |
| 7.                  | «Только ты, только я»  | Булаткин Elliot Waite                                                                                               | 3:38         |
| 8.                  | «Ей наплевать»         | Булаткин Кирилл Твердун                                                                                             | 2:40         |
| 9.                  | «Невеста»              | Булаткин Решетняк Твердун                                                                                           | 3:26         |
| 10.                 | «Не вынести»           | Булаткин Палагин | 3:20         |
| 11.                 | «Тишина»               | Булаткин Твердун | 2:46         |
| 12.                 | «Мы просто любили так» | Булаткин Решетняк Твердун                                                                                           | 3:07         |
| 13.                 | «Берегу»               | Булаткин Решетняк                                                                                                   | 3:12         |
| 14.                 | «Папина дочка»         | Булаткин Решетняк                                                                                                   | 2:40         |
| 15.                 | «Холостяк»             | Булаткин Решетняк                                                                                                   | 2:47         |
| Общая длительность: | Общая длительность:    | Общая длительность:                                                                                                 | 48:11        |

| №                   | Название                                   | Автор(ы)            | Длительность |
| ------------------- | ------------------------------------------ | ------------------- | ------------ |
| 16.                 | «Я останусь» (при участии Arina Kuzmina)   | Булаткин            | 3:21         |
| 17.                 | «Вдаль»                                    |                     | 3:04         |
| 18.                 | «You're My Galaxy»                         |                     | 3:58         |
| 19.                 | «Важно»                                    |                     | 3:15         |
| 20.                 | «Самая самая» (музыкальный видеоклип)      |                     | 3:56         |
| 21.                 | «Невеста» (музыкальный видеоклип)          |                     | 3:28         |
| 22.                 | «You're My Galaxy» (музыкальный видеоклип) |                     | 3:58         |
| Общая длительность: | Общая длительность:                        | Общая длительность: | 1:13:11      |

## Чарты
| Недельные чарты (2015)      | Высшая позиция |
| --------------------------- | -------------- |
| Russia iTunes Top 10 Albums | 3              |